# XML-séma
Az XML-séma leírás egy XML-dokumentumról, ez alatt általában megkötéseket a struktúrán és dokumentum tartalmán az XML alap szintaktikai megkötései felett kell érteni. Ezek a megkötések kifejezéshez jutnak néhány nyelvtani szabály kombinációjával irányítva az elemek sorrendjét, logikai állítmányokkal, melyeket a tartalomnak ki kell elégítenie, adat típusokkal, melyek befolyásolják az elemek és attribútumok tartalmát, és más speciális szabályokkal, mint az egyediség és referenciális integritás megkötés.
Vannak kifejezetten az XML-sémák kifejezésére kifejlesztett nyelvek. A dokumentumtípus-definíció (DTD) nyelv egy sémanyelv, mely viszonylag korlátolt képességekkel rendelkezik, melyből más haszon is van az XML-ben, nem csak sémák kifejezése. Még van két elterjedt XML-séma leíró nyelv: az XML Schema (nagy S betűvel) és a RELAX NG.
A gépezet, mely egyesíti az XML-dokumentumot egy sémával, sémanyelvenként eltérő. Az egyesítést el lehet érni jelöléssel az XML-dokumentumon belül vagy más külső módszerekkel.

## Kis- és nagybetű
Gyakran előfordul, hogy az emberek összekeverik a "Schema" és "schema" kifejezést. A kisbetűs kifejezés az általános sémát jelöli, mint a DTD, XML Schema (vagyis XSD), RELAX NG vagy más, és mindig kisbetűvel kell írni (kivétel persze, ha mondat elején helyezkedik el). Az "XML Schema" kifejezés (nagy S-sel) általánosan elfogadott jelentése pedig a W3C XML Schema.

## XML-séma nyelvek
- Document Definition Markup Language (DDML)
- Document Schema Definition Languages (DSDL)
- Document Structure Description (DSD)
- SGML’s Dokumentumtípus-definíció (DTD)
- Namespace Routing Language (NRL)
- RELAX NG and its predecessors RELAX and TREX
- Schema for Object-Oriented XML (SOX)
- Schematron --
- XML-Data Reduced (XDR)
- XML Schema (WXS or XSD)

## Lásd még
- Adatszerkezet

## Külső hivatkozások
- Comparing XML Schema Languages by Eric van der Vlist (2001) (angol)
- Comparative Analysis of Six XML Schema Languages Archiválva 2012. február 10-i dátummal a Wayback Machine-ben by Dongwon Lee, Wesley W. Chu, In ACM SIGMOD Record, Vol. 29, No. 3, page 76-87, September 2000 (angol)
- Taxonomy of XML Schema Languages using Formal Language Theory Archiválva 2012. február 10-i dátummal a Wayback Machine-ben by Makoto Murata, Dongwon Lee, Murali Mani, Kohsuke Kawaguchi, In ACM Trans. on Internet Technology (TOIT), Vol. 5, No. 4, page 1-45, November 2005 (angol)
- Application of XML Schema in Web Services Security by Sridhar Guthula, W3C Schema Experience Report, May 2005 (angol)
- March 2009 DEVX article "Taking XML Validation to the Next Level: Introducing CAM" by Michael Sorens Archiválva 2012. március 16-i dátummal a Wayback Machine-ben (angol)